# 1550
| 1550               |
| ------------------ |
| Dødsfald - Fødsler |
| • Litteratur       |

| Gregoriansk kalender | 1550 MDL                |
| Ab urbe condita      | 2303                    |
| Armensk kalender     | 999 ԹՎ ՋՂԹ              |
| Kinesiske kalender   | 4246 – 4247 己酉 – 庚戌 |
| Etiopisk kalender    | 1542 – 1543             |
| Jødisk kalender      | 5310 – 5311             |
| Hindukalendere       |                         |
| - Vikram Samvat      | 1605 – 1606             |
| - Shaka Samvat       | 1472 – 1473             |
| - Kali Yuga          | 4651 – 4652             |
| Iransk kalender      | 928 – 929               |
| Islamisk kalender    | 957 – 958               |

Konge i Danmark: Christian 3. 1534-1559
Se også 1550 (tal)

## Født
- 4. oktober – Karl 9. af Sverige, Rigsforstander fra 24. juli 1599 og konge fra 1604 til sin død i 1611
- 7. november - Katolicismen på Island ender med halshugningen af biskop Jon Arason og to af hans sønner. Halshugningen sker blandt andet på foranledning af den danske foged Christian Skriver. Denne bliver dræbt året efter af biskoppens datter Thoren